# Штуден, Лев Леонидович
Лев Леонидович Шту́ден (20 декабря 1938, Ярославль) — российский музыковед, культуролог, писатель, философ, публицист, лектор-просветитель, автор научных книг и статей.

## Биография
Родился 20 декабря 1938 года в городе Ярославле в семье служащих. Отец — Леонид Иосифович Штуден — инженер (ум. 1986). Мать — Ольга Васильевна Мышкина — сотрудник редакции томской областной газеты «Красное знамя» (ум. 1986).
В начале Великой Отечественной войны семья была эвакуирована в город Томск. Здесь Л. Л. Штуден окончил общеобразовательную школу и в 1962 г. — радиофизический факультет Томского государственного университета.
После переезда в Новосибирск работал в Институте автоматики и электрометрии СО РАН СССР.
В 1972 г. окончил теоретико-композиторский факультет Новосибирской государственной консерватории как музыковед (класс профессора С. Л. Зиссера) и в 1976 г. — как композитор (класс профессора А. Ф. Мурова).
В разные годы преподавал историю музыки в детских музыкальных школах, музыкальном училище; историю мировой художественной культуры, религиоведение, философию и культурологию в высших учебных заведениях.
С 1968 по 1988 гг. — автор радио-пьес и ведущий музыкально-литературных передач на Новосибирском радио.
В 1998 г. защитил кандидатскую диссертацию по теории культуры на тему «Структуры социального сознания как предмет культурологического анализа» и в 2002 г. — докторскую диссертацию по той же специальности на тему «Кризис сознания как феномен культуры».
В настоящее время, являясь профессором кафедры философии и гуманитарных наук Новосибирского государственного университета экономики и управления (НГУЭУ) и будучи членом Союза писателей России, преподавательскую деятельность совмещает с активным литературным творчеством (статьи, очерки, художественная проза).

## Творчество
Л. Л. Штуден — автор книг разнообразных жанров, в числе которых ‒
музыкальные сказки для детей: «Путешествие в страну тембров» (Новосибирское книжное издательство, 1987),
«Конференция цветных королей» (Новосибирское книжное издательство, 1991),
«Шкатулка дедушки Елисея, музыкальных дел мастера» (Новосибирское книжное издательство, 1992);
книги очерков о деятелях культуры города Новосибирска: «Мелодии судьбы» (Новосибирск, Западно-Сибирское книжное издательство,1983),
«Люди в памяти города» (Новосибирск, Сибирское книжное издательство, 2014);
сборники прозы: «Другие люди» (Новосибирск, Западно-Сибирское книжное издательство, 1985),
«Дорога к старому дому» (Новосибирское книжное издательство, 1990);
«Единица» (Москва, издательство «Новый хронограф», 2012),
«Счастливый день осени» (Москва, издательство «Новый хронограф», 2014),
«Гошкины рассказы» (Новосибирск, Сибирское книжное издательство, 2014);
«Смысл Женщины во Вселенной» (Томск, 2017);
роман «Десятый праведник» (Новосибирск, ООО Сибирское книжное издательство, 2016);
учебники для вузов, монографии: «Человеческий социум как проблема» (Новосибирск, Сибирское книжное издательство, 2012);
«Литература Содома» (Москва, издательство «Новый хронограф», 2012),
«Морфология культуры» (Новосибирск, НГУЭУ, 1997),
«Кризис сознания как феномен культуры» (Новосибирск, НГУЭУ,1999).
Печатался в различных периодических изданиях, в том числе журналах: «Сибирские огни», «Новосибирск», «Нева», «Наука и религия», «Вестник музыкальной науки».
Также было напечатано около 50 научных статей, частью вошедших в сборник «Патология культуры» (Новосибирск, НГУЭУ, 2005).

## Семья
Живёт и работает в Новосибирске. Женат. Имеет дочь Елизавету (1982 г.р.)